# سيد سلطان علي

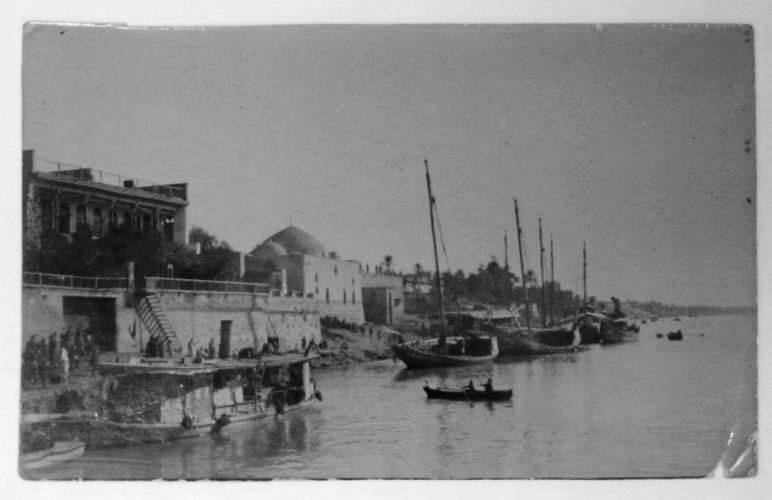
مينى جامع سيد سلطان علي في بغداد 1916-1919

سيد سلطان علي هو السلطان علي بن يحيى الملقب أبو الحسن بن أبي الحازم، ولد في مدينة البصرة عام (459 هـ/ 1067م)، وبها نشأ ولقد درس العلوم على يد شيوخ عصره، وكان زاهدا متصوفا أخذ الطريقة الصوفية من ابن عمه السيد حسن بن السيد محمد عسله المكي الرفاعي، وصار في وقته ذو مكانة مرموقة ولقب بسلطان العارفين، وانتقل إلى مدينة بغداد في عهد الخليفة العباسي الفضل المسترشد بالله (485 - 529 هـ)، حيث جاء سيد سلطان علي إلى بغداد لقطع الفتن وابداء النصح للخليفة الفضل المسترشد بالله، ولكن الخليفة لم يأخذ بنصائحه، فتالم ومرض في بغداد وتوفي عام 519 هـ/1125م فدفنه مالك ابن المسيب بداره وبنى على قبره قبة ومسجد لا زال باقيا إلى اليوم في موقعه ببغداد يعرف بجامع السيد سلطان علي.
ولقد ذكر القاضي علي علاء الدين الآلوسي في تعليق له على كتاب كلشن خلفا عند ذكر الشيخ علي ما نصه: والظاهر إن الشيخ علي هذا هو المنسوب إليه جامع السيد سلطان علي فإنه ولي بغداد وتوفي فيها وموضع الجامع من مرافق دار الخلافة العباسية.
وعمر وأعاد بناء الجامع في عهد الدولة العثمانية القائد المشهور قره علي، والذي بنى في الجامع التكية والمدرسة المعروفة باسمهِ (مدرسة قره علي) في عام 998هـ/ 1590م.
وتوجد رواية بانه والد السيد أحمد الرفاعي بينما ورد في كتاب هامش الغرائب والذي نقل منه العلامة محمد بهجة الأثري في كتابه أعلام العراق أن السيد سلطان علي هو السلطان علي بن إسماعيل بن الامام جعفر الصادق، وهو أخ محمد الفضل. وأضاف الأثري: وما أدعاه بعض الكذابين أن علياً هذا هو والد أحمد الرفاعي بهتان.